# Clemens von Ketteler (Diplomat)
Clemens August Freiherr von Ketteler (* 22. November 1853 in Potsdam; † 18. Juni 1900 in Peking) war ein deutscher Diplomat.

## Herkunft
Clemens von Ketteler entstammte der adeligen Familie von Ketteler aus dem Münsterland. Sein Vater August von Ketteler war preußischer Major im 1. Garde-Ulanen-Regiment. Seine Mutter war eine geborene von Luck; er hatte zwei Schwestern, von denen bei seinem Tod Freiin Anna Stiftsdame von Geseke war und Freiin Marie den Armen-Schwestern vom heiligen Franziskus in Aachen angehörte.
Kurz nach seiner Geburt in Potsdam zog die Familie nach Münster. Sein Onkel war der Bischof und Zentrumspolitiker Wilhelm Emmanuel von Ketteler, sein Neffe der Diplomat Wilhelm Freiherr von Ketteler und ein weiterer Verwandter der französische Marschall Louis Franchet d’Esperey.

## Leben

### Ausbildung und Militärdienst
Clemens von Ketteler besuchte das Gymnasium Paulinum in Münster und das Gymnasium Nepomucenum in Coesfeld, an dem er 1873 das Abitur ablegte. Anschließend trat Ketteler in die preußische Armee, im Jahre 1879 in den Auswärtigen Dienst ein. Er „wurde zunächst Dolmetsch-Eleve zu Peking. In wenigen Jahren gelang es ihm, durch eisernen Fleiß die chinesische Sprache völlig zu beherrschen.“ Er war von 1880 bis 1889 Dolmetscher bei den deutschen Konsulaten in Kanton und Tientsin. Nach einer kurzen Tätigkeit im Auswärtigen Amt war er von 1892 bis 1896 Gesandter in den Vereinigten Staaten, wo er am 24. Februar 1897 in Detroit die Amerikanerin Matilda Cass Ledyard (1871–1960) heiratete, anschließend von 1896 bis 1899 Gesandter in Mexiko. Am 15. Juli 1899 wurde Ketteler als deutscher Gesandter in Peking bestellt.

### Todesumstände
Bereits am 18. Juni 1900 meldete das Illustrirte Wiener Extrablatt „Gerüchte von der Ermordung des deutschen Gesandten in Peking und der Zerstörung der Gesandtschaften durch die Boxer“, die jedoch „bisher keine Bestätigung gefunden“ haben.
Am Morgen des 18. Juni 1900 wollte er sich während des Boxeraufstands in Begleitung seines Dolmetschers Heinrich Cordes ins Zongli Yamen, das chinesische Außenministerium, begeben, um Verhandlungen zu führen. Zuvor, am 17. Juni, war es mit der Beschießung und Erstürmung der Taku-Forts bei Tianjin zu den ersten echten Kampfhandlungen zwischen internationalen Streitkräften und chinesischen Regierungstruppen gekommen, nachdem ein Ultimatum der vereinigten acht Staaten an die chinesische Regierung verstrichen war. Die Qing-Regierung hatte daraufhin diesen Staaten den Krieg erklärt. Trotz Warnungen verzichtete Ketteler auf eine militärische Eskorte.
Nach Verlassen des Legationsviertels und Passieren des Ha-Ta-Men Tors wurde Ketteler von einem Korporal namens En-Hai des dort Dienst versehenden mandschurischen Regimentes aus nächster Nähe erschossen. Das Todesdatum 18. Juni 1900 wurde übereinstimmend von Reuters sowie dem deutschen Konsul in Tschisu gemeldet.
Der Täter gab später an, auf Befehl seiner Vorgesetzten und wegen einer versprochenen Geldbelohnung gehandelt zu haben. Er wurde im Dezember 1900 durch Enthauptung hingerichtet. Der Hergang und Hintergrund der Tat sind bis heute umstritten. Chinesische Historiker geben Ketteler eine Mitschuld an seinem Tod, da er eine Pistole bei sich getragen und sofort geschossen habe, als er angehalten wurde.
Laut der Darstellung von Sterling Seagrave hatte Ketteler bereits am 12. Juni auf der Gesandtschaftsstraße einen Chinesen verprügelt, der sein Messer auf „herausfordernde Weise“ an seinem Stiefel gewetzt hatte. Als dieser die Flucht ergriff, fand Ketteler im Wagen des Chinesen einen 10- oder 11-jährigen Jungen, verprügelte ihn ebenfalls, sperrte ihn in der deutschen Botschaft ein und erschoss ihn offenbar später in einem Tobsuchtsanfall. Am 14. Juni leitete von Ketteler einen Feuerüberfall deutscher Soldaten auf chinesische Boxer in der Nähe der Tatarenmauer, wobei sieben Boxer getötet worden sein sollen. Am 17. Juni eröffneten Österreicher und Deutsche auf sein Betreiben das Feuer auf einige Chinesen, welche europäische Soldaten mit Steinen beworfen hatten.

### Nachwirkungen

Der Kettelerbogen wurde 1903 über dem Sterbeplatz errichtet.

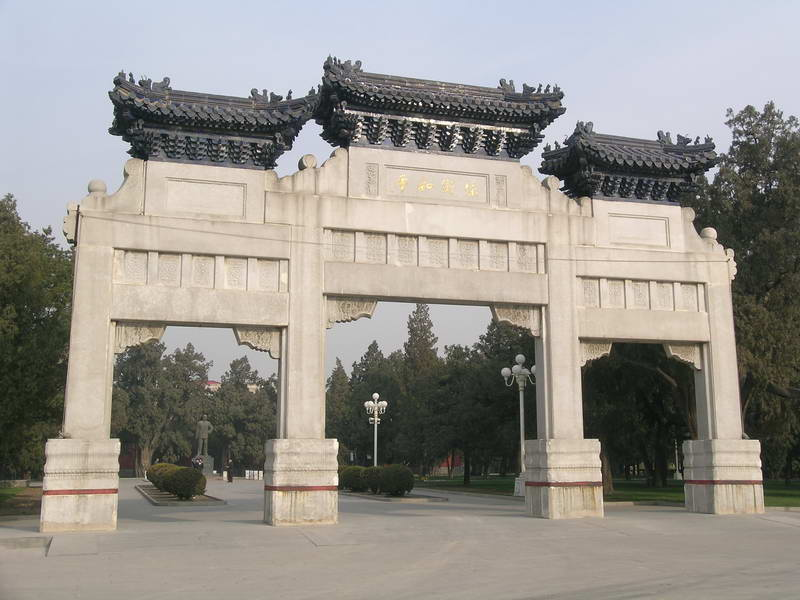
Der Bogen wurde 1918 als „Friedensverteidigungsbogen“ (保卫和平坊) in den Zhongshan-Park versetzt (Zustand im Jahr 2005).

Die Ermordung Kettelers reiht sich in eine Kette von Zwischenfällen zwischen Boxern und Ausländern in Peking, die begannen, als erstere Anfang Juni in die inneren Stadtbezirke vorrückten und ausländische Truppen zum Schutz der Gesandtschaften eintrafen. So war am 11. Juni der Sekretär der japanischen Botschaft Sugiyama Akira von muslimischen Truppen des Generals Dong Fuxiang am Yongding-Tor ermordet worden. Kettelers Tod bildete den Auftakt zur Belagerung des Pekinger Gesandtschaftsviertels, die bis zum 14. August andauerte, als alliierte Truppen die Stadt stürmten.
Das Deutsche Reich beteiligte sich an der Militärintervention mit einem Expeditionskorps und beanspruchte – nicht zuletzt im Kontext des Todes Kettelers – eine Führungsrolle. Die Intervention endete mit einer Niederlage der Chinesen und dem Abschluss des sogenannten „Boxerprotokolls“ im September 1901. In  Artikel I verpflichtete sich die chinesische Regierung, sich für den Mord zu entschuldigen, eine „Sühnegesandtschaft“ nach Deutschland zu senden und ein mit dem Rang des Diplomaten korrespondierendes Denkmal an der Stelle des Mordes zu errichten. Das Denkmal sollte den Angriffskrieg der Vereinigten acht Staaten beschwichtigen helfen. Im September 1901 vollzog der angereiste Prinz Chun II. in Potsdam einen zeremoniellen Sühneakt.
Kettelers Nachfolger als Gesandter in Peking wurde Alfons Mumm von Schwarzenstein. Kettelers Leichnam wurde zunächst durch Chinesen in einer hölzernen Kiste begraben, nach dem Aufstand im Garten der deutschen Gesandtschaft in Peking beigesetzt, ehe er nach Deutschland überführt wurde. Sein Grab befindet sich heute auf dem Zentralfriedhof in Münster.

## Auszeichnungen
- Roter Adlerorden (1883)[5]

## Gedenken

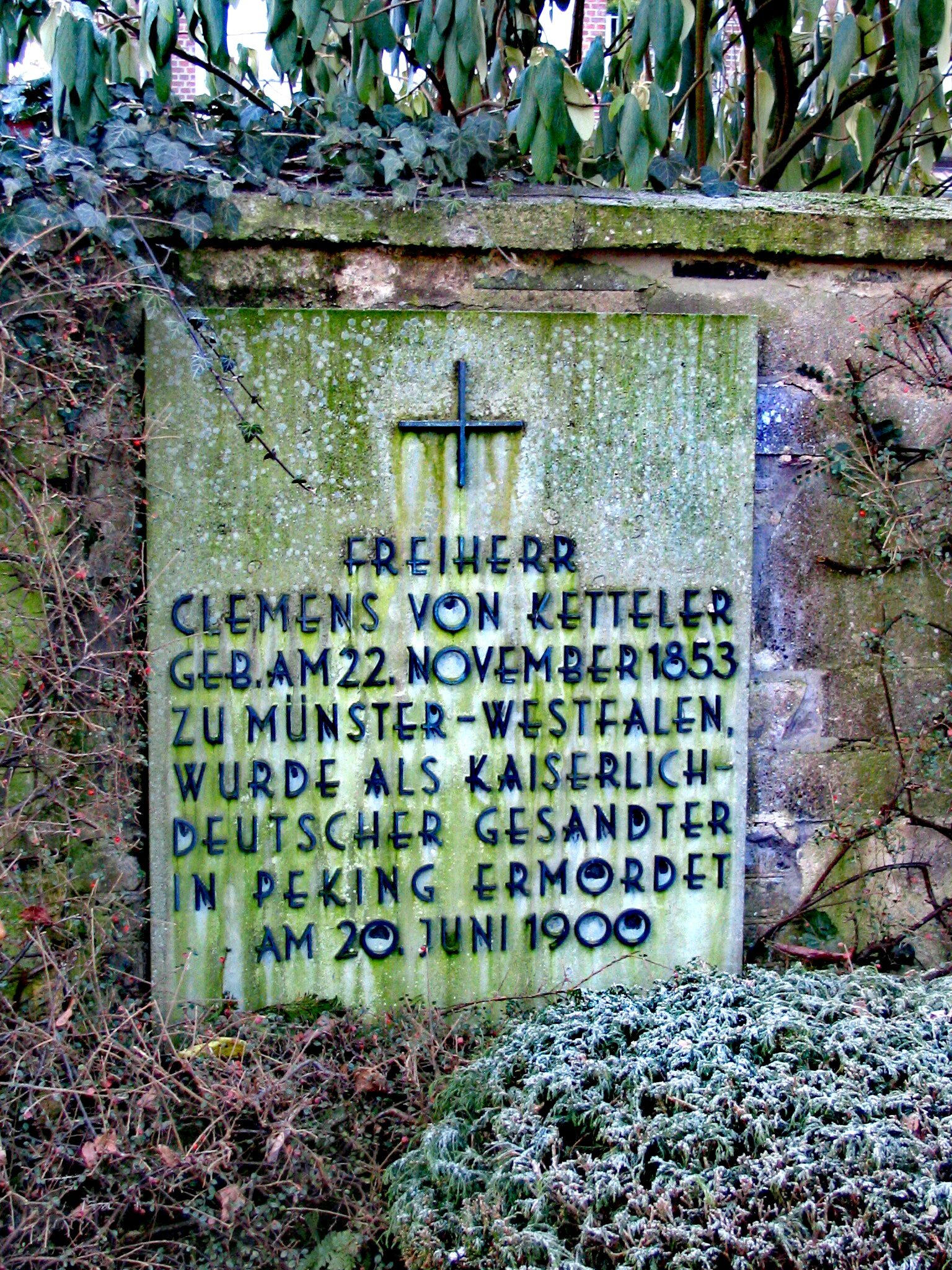
Grab Clemens von Kettelers auf dem Zentralfriedhof Münster.

Auf dem Zentralfriedhof Münster wurde am 23. September 1902 ein Denkmal für den ermordeten Diplomaten aufgestellt. Es entstand auf Initiative des deutschen Kaisers Wilhelm II., wurde von Anton Rüller aus Laaser Marmor geschlagen und auf ein Granitpodest gesetzt. Es trägt die Inschrift „Hier ruht Clemens Freiherr v. Ketteler, kaiserlich deutscher Gesandter, gefallen zu Peking, China, 20. Juni 1900 im 47. Lebensjahr. R.I.P.“
Parallel dazu gab es den Auftrag für ein weiteres Denkmal für von Ketteler, das aus dem Atelier des Bildhauers Hermann Hidding stammt, ebenfalls vom Kaiser Wilhelm II. persönlich begutachtet und genehmigt worden war. Das Denkmal sollte im Jahr 1903 im Schlossgarten von Münster eingeweiht werden.
Dieses war bereits im Januar 1902 vom Kaiser genehmigt worden. Es sollte im Schlossgarten zu Münster aufgestellt werden „und sich mit der Front dem Zentralfriedhofe zuwenden, wo Freiherr von Ketteler begraben liegt. Die Ausführung des Werkes ist dem Berliner Bildhauer Herrmann Hidding anvertraut. Das Monument, über 16 Meter hoch, baut sich auf einem auf Felsen gehauenen Grabhügel auf. Am Sockel ist der Eingang zur Gruft. Darüber erscheint das Bronzerelief des Verewigten im Profil, umgeben von Boxerfahnen, dazu mit dem Wappen die Inschrift »Dem Andenken des am 28. [sic!] Juni 1900 zu Peking in Ausübung seiner Pflichten als Gesandter des Deutschen Reiches gefallenen Freiherrn Clemens v. Ketteler.«“ Die endgültige Genehmigung durch den Kaiser erfolgte im Mai 1902.
Dieses Denkmal fiel schließlich aber deutlich kleiner aus als ursprünglich geplant, da eine großangelegte Spendenaktion nur einen Bruchteil der veranschlagten Bausumme erbracht hatte. Im Rahmen der Metallspende des deutschen Volkes wurden während des Zweiten Weltkriegs mehrere Bronzeplatten mit Inschriften sowie ein Reliefporträt demontiert und eingeschmolzen. Im Jahre 2002 erfolgte eine Sanierung des Denkmals für 8.500 Euro. Heute sind von dem durch die städtische Denkmalbehörde eingetragenen Baudenkmal nur Reste vorhanden (vier Flachtreppen, die zum Granitobelisken führen).
Am 19. Januar 1903 wurde in Peking ein Ketteler-Denkmal feierlich enthüllt. Es war aus massiven Steinquadern erbaut, wobei zum Transport eines einzelnen Steins 150 Pferde erforderlich waren. Die Inschrift war in deutscher, lateinischer sowie chinesischer Sprache angebracht: „Das Denkmal ließ Se. Majestät der Kaiser von China an der Stelle, an welcher Freiherr Clemens v. Ketteler, der Gesandte Sr. Majestät des deutschen Kaisers, am 20. [sic!] Juni 1900 durch Meuchelmord endete, errichten, um das Andenken des pflichttreuen Mannes für alle Zeiten zu ehren und seine Empörung über eine so große Freveltat öffentlich zu bezeugen. Lernet, ihr seid gewarnt, alle, die ihr es erblickt.“
Nach Clemens von Ketteler ist die Kettelerstraße in Münster benannt.

### Fach- und Sachliteratur
- Susanne Kuß, Bernd Martin (Hrsg.): Das Deutsche Reich und der Boxeraufstand. Iudicium-Verlag, München 2002, ISBN 3-89129-781-5 (Erfurter Reihe zur Geschichte Asiens 2).
- Jean Mabire: Blutiger Sommer in Peking. Der Boxeraufstand in Augenzeugenberichten. C.A. Koch’s Verlag Nachf., Berlin, Darmstadt, Wien 1978.
- Thoralf Klein: Clemens von Ketteler: Denkmäler für einen „gefallenen Helden der Zivilisation“ in Münster und Beijing. In: Sebastian Bischoff u. a. (Hrsg.): Koloniale Welten in Westfalen. Schöningh, Paderborn 2021 (Studien und Quellen zur westfälischen Geschichte; 89), ISBN 978-3-00-063343-0, S. 65–86.

### Belletristik
- Hermann Schreiber: Opfergang in Peking – Ein Buch um das Sterben des Gesandten von Ketteler. Scherl, Berlin 1936.

## Verfilmung
Der 1963 gedrehte US-Kinofilm 55 Tage in Peking mit Charlton Heston, Ava Gardner und David Niven thematisiert das Attentat auf Freiherr von Ketteler und seinen Dolmetscher Heinrich Cordes.